# Primera Air
Primera Air — колишня данська авіакомпанія, що належала групі Primera Travel (до складу якої також входять компанії Solresor, Bravo Tours, Lomamatkat, Heimsferðir і Solia). Припинила свою діяльність 1 жовтня 2018 року
Її першочерговим завданням є надання послуг з організації авіаперельотів на ринку курортного відпочинку, а також виконання чартерних рейсів. Протягом останніх років компанія динамічно розвивається і демонструє стабільне зростання. В цей час вона пропонує перельоти з Скандинавії більш ніж в 70 курортних міст, розташованих на узбережжі Середземного моря, Карибського моря і Атлантичного океану, а також на Близькому Сході і в Азії. Компанія готується почати трансатлантичні польоти між США, Канадою, Великою Британією та Францією у 2018 році.
У 2009 році Primera Air заснувала дочірню компанію Primera Air Scandinavia, яка діє на основі  AOC, виданого в Данії.

## Історія
Авіакомпанія була заснована в Ісландії у 2003 році під назвою JetX і здійснювала діяльність з організації перевезень на основі Сертифіката експлуатанта, виданого в цій країні. 2008 року авіакомпанію придбала група Primera Travel Group, яка перейменувала її в Primera Air. Новим головним виконавчим директором Primera Air Scandinavia, головний офіс якої розташовувався в Копенгагені, Данія, став Йон Карл Олафссон (Jón Karl Ólafsson). У 2009 році компанія придбала літаки нового покоління Boeing 737-800. У липні 2014 року Primera Air перевезла 155 000 пасажирів, виконавши 1006 рейсів при середньому значенні заповнюваності посадочних місць 91%.
У серпні 2014 року Primera Air оголосила про організацію нової авіалінії Primera Air Nordic в Латвії для здійснення паралельної роботи з авіакомпанією Primera Air Scandinavia. Водночас відкрився новий Центр керування мережею в Ризі, який прийняв на себе контроль всіх аспектів поточної діяльності авіакомпанії, приділяючи особливу увагу збереженню здорових темпів розвитку, досягнутих у попередні роки, а також розширенню ринку за межами Скандинавії. Визначальними факторами при переїзді Центру управління стали наявність сприятливого ділового середовища, кваліфікованої робочої сили та високих стандартів якості. Ще одним фактором, що сприяв переїзду, стало призначення керуючого директора Храфна Торгейрссона (Hrafn Thorgeirsson) новим головним виконавчим директором двох компаній Primera Air Scandinavia і Primera Air Nordic.
Масштабна реструктуризація і консолідація справила позитивний вплив на авіалінію. 2015 року компанія Primera Air здійснювала експлуатацію 8 повітряних суден. Її оборот досягнув 250 мільйонів доларів США, а прибуток до вирахування податків, відсотків, зносу і амортизації (EBITDA) склала понад 5,2 мільйона євро. За перші 8 місяців 2016 року авіалінія заробила 4 мільйони євро. До кінця того ж року її оціночний прибуток повинна була скласти 7,6 мільйона євро. Сьогодні Primera Air є переважно дансько-латвійською компанією, яка належить ісландським власникам.
Припинила свою діяльність 1 жовтня 2018 року.

## Бізнес-модель
Спочатку компанія Primera Air виконувала чартерні рейси для великих скандинавських туроператорів. Але у 2013 році поступово розпочала самостійно продавати квитки на перельоти на додаткових місцях визначених чартерних рейсів. В результаті сформувалася змішана бізнес-модель, що передбачає вчинення як чартерних, так і регулярних рейсів. Сьогодні велика частина рейсів, виконуваних компанією Primera Air, є регулярними рейсами, хоча в рамках деяких з них одночасно здійснюється чартерне і планове перевезення пасажирів. Як і раніше організовуються та окремі чартерні рейси.
Компанія Primera Air оголосила про збільшення кількості рейсів за своїм найпопулярнішим напрямком на півдні Іспанії.

## Пункти призначення

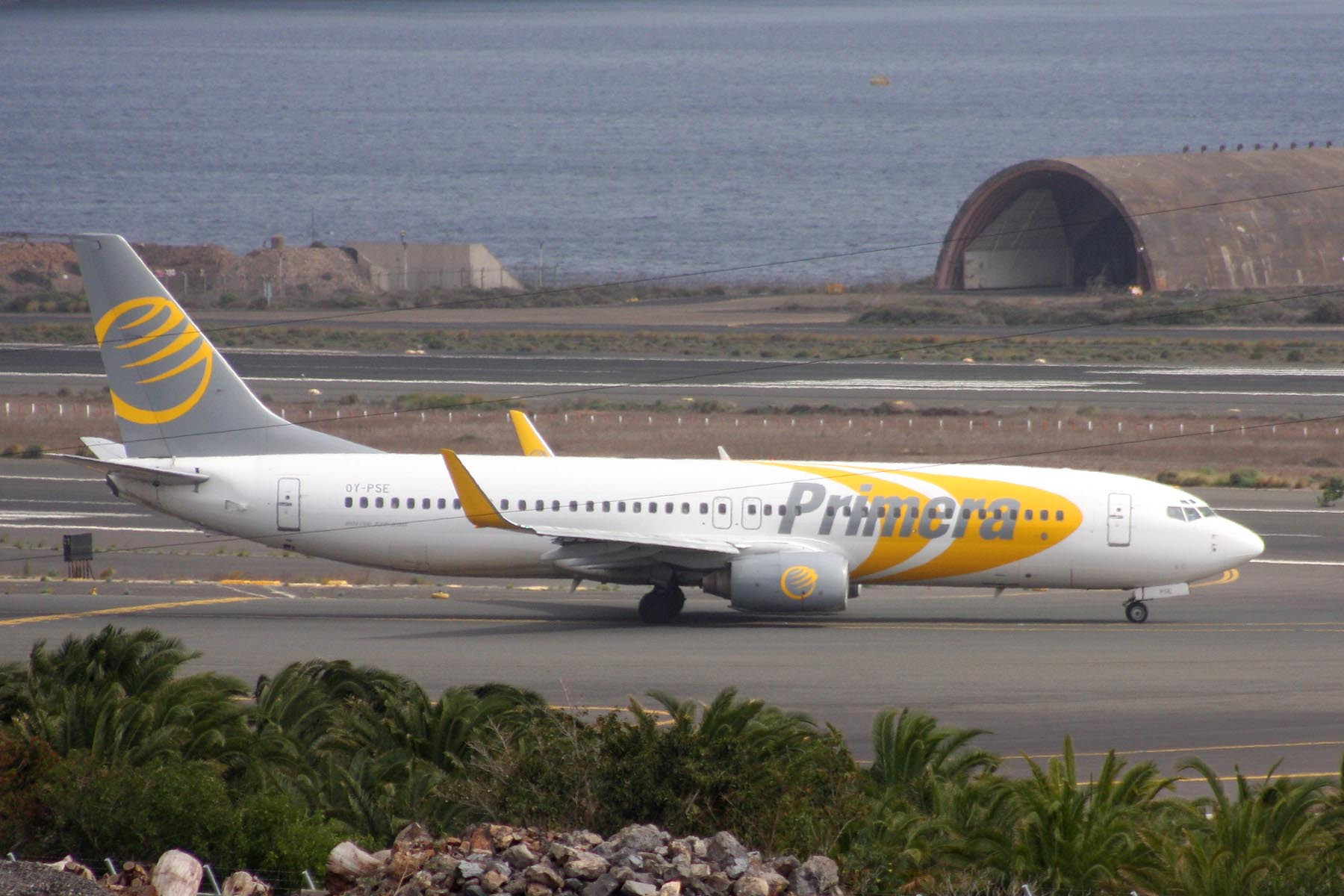
Належить компанії Primera Air літак Boeing 737-800 здійснює покращання в аеропорту острова Гран-Канарія

Компанія Primera Air переважно виконує перельоти за круговими маршрутами з транспортних вузлів в Скандинавії в популярні курортні міста на європейському узбережжі Середземного моря, Канарські острови, Азорські острови, острів Мадейра, в Болгарію і Туреччину, а також організовує чартерні рейси практично в будь-які пункти призначення. Авіалінія враховує літні і зимові сезонні курортні тенденції.
Кількість пунктів призначення, в які здійснює регулярні рейси, істотно виросло у порівнянні з 2013 роком, коли такі перевезення тільки починались. Наприкінці 2014 року компанія Primera Air відкрила 10 нових зимових і літніх маршрутів з Ісландії, а саме, рейси на Тенерифе, Мальорку і Крит, а також в Лас-Пальмас, Аліканте, Зальцбург, Малагу, Барселону, Болонью і Бодрум. 
З 26 жовтня 2014 року компанія Primera Air здійснює щотижневі перельоти з Гетеборга і Мальме в Дубай (Аль-Мактум) і на Тенерифе, а із Гельсінкі — на острів Фуертевентура і в Лас-Пальмас. 16 листопада, після отримання права на надання послуг в Сполучених Штатах Америки, авіалінія відкрила новий маршрут з Міжнародного аеропорту Кеблавік в місто Нью-Йорк (JFK). Пізніше в тому ж році вона змогла запропонувати чотири нових щотижневих рейсів: Ольборг-Лас-Пальмас, Копенгаген- Біллунн-Лансароте, Орхус-Тенерифе і Ольборг-Фуертевентура.
В 2015 році Primera Air підписала угоду на суму в 30 мільйонів євро з провідними туристичними компаніями Франції на виконання серії перельотів з використанням 2 літаків з  Аеропорту імені Шарля де Голя в популярні курортні міста протягом всього літнього туристичного сезону.
В лютому 2016 року до переліку маршрутів добавились перельоти, які здійснюються в хорватські міста Дубровник і Пула
.
На початку травня 2016 року авіалінія почала виконання регулярних рейсів з  Біллунна в Ніццу і Венецію.
Згодом після цього був відкритий маршрут в Анталію. Пізніше в тому ж році компанія Primera Air оголосила про збільшення кількості рейсів, які здійснюються на уже існуючих маршрутах, а також про початок перельотів в нові пункти призначення: в (Мілан і Рим) із Стокгольму на літній сезон 2017 року..
В плани на літній туристичний сезон 2017 року входить здійснення рейсів в міста Каламата і Понта-Делгада, а також на острів Мадейра.
У липні 2017 року Primera Air оголосила, що в 2018 році почне прямі рейси в Ньюарк і Бостон з Бірмінгема, Лондона і Парижа, використовуючи авіалайнери Airbus A321neo, (по 2 на кожен аеропорт).

## Парк повітряних суден

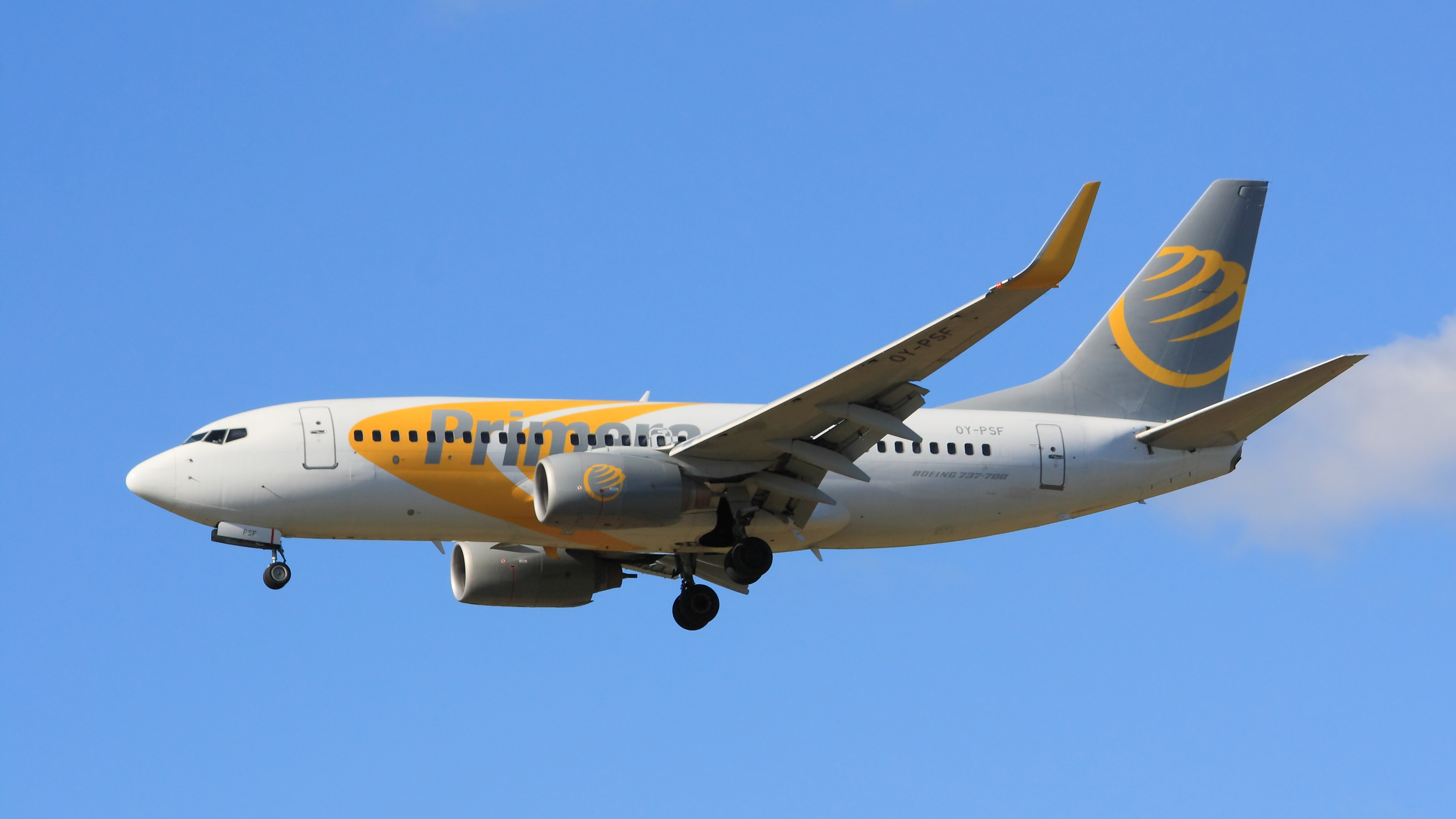
Primera Air Boeing 737-700

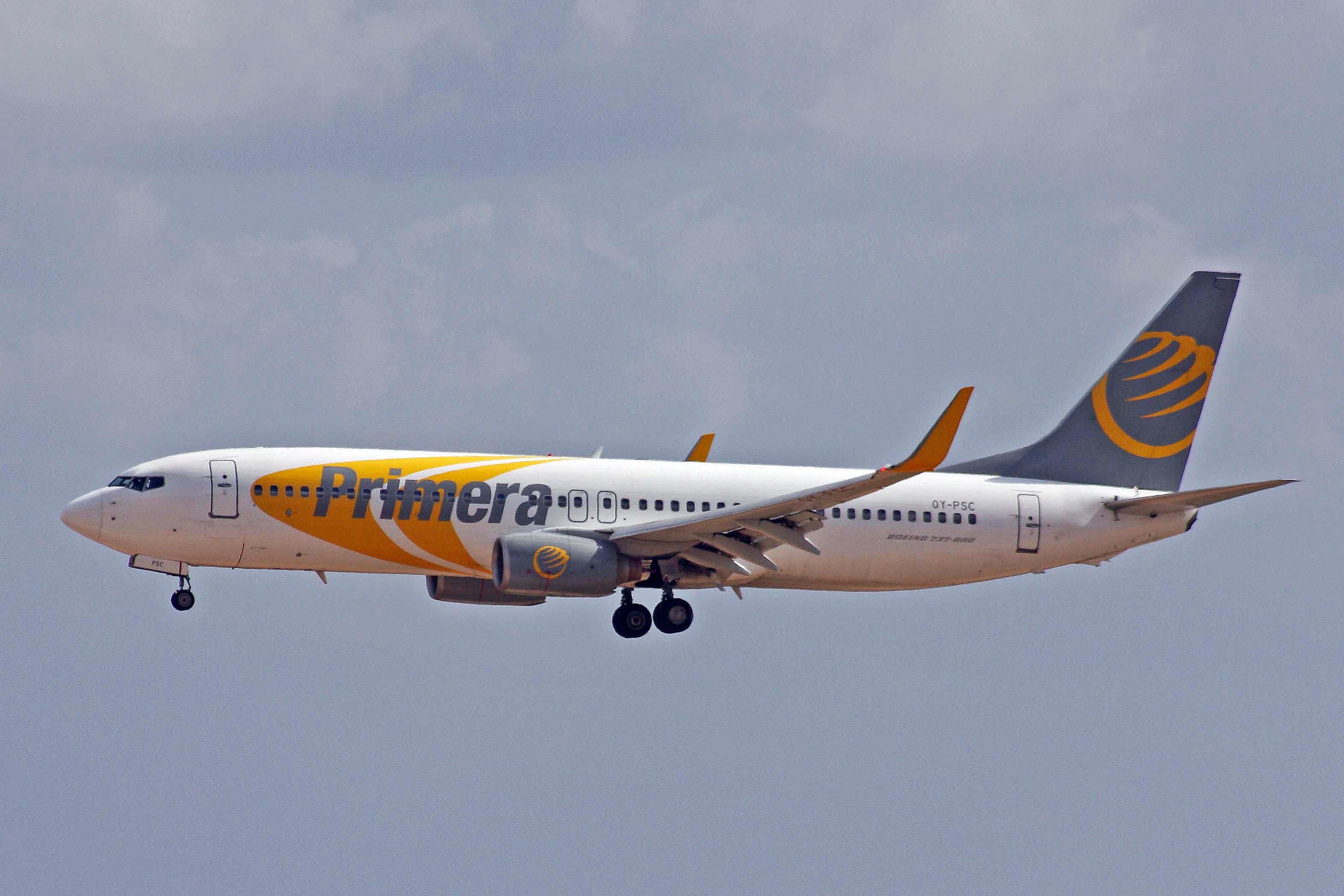
Primera Air Boeing 737-800

Парк повітряних суден компанії Primera Air Scandinavia складається з таких літаків (станом на січень 2017 року):

## Інциденти
- 10 липня 2009 року літак Boeing 737-700 компанії Primera Air, реєстраційний номер TF-JXG, що виконував рейс PF-362 з Закінф (Греція) у Дублін (Ірландія) зі 153 пасажирами та 6 членами екіпажу на борту був супроводжений двома італійськими винищувачами в Аеропорт Рим-Фьюмічіно (Італія) після того, як команда повітряного судна запросила вимушену посадку внаслідок виникнення технічної проблеми. У компанії land cruiser Air повідомили, що екіпаж повітряного судна отримав сигнал про те, що передкрилки (обладнання у передньому обтічнику) перебували в неналежному стані. Отримавши цей сигнал, екіпаж запросив аварійну посадку в аеропорту з досить довгою злітно-посадковою смугою для здійснення посадки з піднятими передкрилками. Найближчим таким аеропортом виявився аеропорт Фьюмічіно. Варіант використання Неаполя був відхилений через особливості прилеглої до аеропорту місцевості та довжини злітно-посадкової смуги. Повітряне судно благополучно здійснив посадку на смугу 16L. Аварійний стан було скасовано через 19 хвилин після приземлення[30].
- 28 лютого 2016 року літак Boeing 737-800 компанії Primera Air, що виконував рейс з Тенеріфе в Стокгольм, здійснив вимушену посадку в місті Нанті, Франція, через що виникла в повітрі проблеми з двигуном. Згідно зі звітом пілотів вони почули незвичайний звук, видаваний одним з двигунів. Пізніше цей двигун загорівся. Один з пасажирів також повідомив, що бачив полум'я, що випускається двигуном. Повітряне судно зі 169 пасажирами на борту благополучно здійснив посадку в Аеропорту Нанта. Всі пасажири та члени екіпажу на ніч були розміщені в готелі. Представник авіакомпанії Primera Air повідомив про те, що: «Причини технічної несправності розслідуються нашими експертами у співпраці з виробником двигуна, компанією CFM. [...] Ми високо цінуємо професіоналізм членів льотного екіпажу, їх майстерність в управлінні повітряним судном та відповідність найвищим стандартам»[31][32].